# Daniel Geale
Daniel Geale est un boxeur australien né le 26 février 1981 à Launceston.

## Carrière
Passé professionnel en 2004, il devient champion du monde des poids moyens IBF le 7 mai 2011 après sa victoire aux points face à l'allemand Sebastian Sylvester à Neubrandenburg. Geale conserve une première fois sa ceinture le 31 août en battant à nouveau aux points Eromosele Albert puis le 7 mars 2012 Osumanu Adama. Il s'empare ensuite du titre WBA en s'imposant contre Felix Sturm le 1er septembre 2012, titre dont il est destitué le mois suivant pour avoir préféré affronter son compatriote Anthony Mundine (titre IBF en jeu) plutôt que son challenger WBA kazakh Gennady Golovkin.
Le 30 janvier 2013, Daniel Geale domine aux points Mundine à l'unanimité des 3 juges par des scores de 116-112, 116-112 et 117-111. Il est en revanche battu aux points le 17 août suivant par le britannique Darren Barker puis par Golovkin le 26 juillet 2014 par arrêt de l'arbitre au 3e round ainsi que par Miguel Cotto le 6 juin 2015 au 4e round.